# Hein Boele
Hendrik Evert Wigand (Hein) Boele (Zwolle, 24 november 1939 – Almere, 28 juli 2025) was een Nederlands acteur en stemacteur in tekenfilms.

## Loopbaan
Boele volgde de toneelschool en had daarna een lange carrière als toneelacteur waarin hij bij diverse ensembles speelde. Hij speelde tevens in vele speelfilms en televisieseries en werd daarna vooral gevraagd als stemacteur. Later gaf hij mediatrainingen en trad sporadisch op als acteur. 
In 2019 speelde hij een gastrol in de tv-serie De Luizenmoeder als zichzelf, hier schijnbaar ouder gemaakt en zittend in een rolstoel.

## Privéleven
Boele was getrouwd met Karen Marijke Hauer (1937–2022), een zus van de acteur Rutger Hauer. Hij scheidde van haar in 1965. Daarna leefde hij samen met de oud-Wereldomroep-presentator Tom Meijer.
Boele overleed in juli 2025 op 85-jarige leeftijd, na een kort ziekbed.

## Werk

### Films
Hein Boele speelde in de volgende films.
- De rol van choreograaf in Wilde harten (1989)
- Schwarz in In de schaduw van de overwinning (1986)
- Vader Freddie in Knokken voor twee (1982)
- Frits in Hoge hakken, echte liefde (1981)
- De rol van een autodealer in Te gek om los te lopen (1981)
- Arie Cohen Kaz in Pastorale 1943 (1978)

### Televisie(series)
- Zichzelf in De Luizenmoeder, aflevering "Fons de Poel" (2019)
- Frans Plugmans in Flikken Maastricht, aflevering "Stappen" (2015)
- Harmen van Straten in Keyzer & De Boer Advocaten, aflevering "Het losse been" (2007)
- Dokter Burghart in Westenwind, aflevering "Antons list" (1999)
- Meneer Meijer in Oppassen!!!, meerdere afleveringen in 1995–2003
- Simon van Rooyen in 12 steden, 13 ongelukken, aflevering "Het verjaardagscadeau" (1997)
- Notaris Wessels in Toen was geluk heel gewoon, aflevering "De NV Jaap Kooijman" (1994)
- Een rol in twee afleveringen van Coverstory: Walstra in 1993 en Wittermans in 1995
- Dr. Ruud Hooman in Goede tijden, slechte tijden (1993)
- Goudberg in Villa Borghese
- Paul van Straatten in Moordspel, aflevering 2: "Flitsend en Fataal" (1987)
- Een rol (als tandarts) in de serie De Brekers (1986)
- Een rol in Het bloed kruipt (1986)
- Don Juan van Oostenrijk in Willem van Oranje (1983)
- Een rol in Tatort, aflevering "Kuscheltiere" (1982)
- Jaap van Diermen in 6 afleveringen van De Fabriek (1981)
- Wouter in Pleisterkade 17 (1975)
- Een rol in Uit met Denise De Weerdt (1970)
- Laurens Boekmans in Hans Brinker (1969)
- Een rol in Lucifer (1966)

### Stemacteur
Hein Boele leende zijn stem aan personages in de volgende (teken)films.
- Hildebrand Slakhoorn in Harry Potter en de Relieken van de Dood deel 2 (2011)
- Hildebrand Slakhoorn in Harry Potter en de Relieken van de Dood deel 1 (2010)
- Hildebrand Slakhoorn in Harry Potter en de Halfbloed Prins (2009)
- Bartolomeus Krenck Sr. in Harry Potter en de Vuurbeker (2005)
- Lawrence in De Prinses en de Kikker (2009)
- Ozzie in Beesten bij de buren (2006)
- Opa Willem in Sjakie en de chocoladefabriek (2005)
- Lucky Jack en danseres 2 in Paniek op de prairie (2004)
- Een stem in Jungle boek 2 (2003)
- Hawkbit in Waterschapsheuvel (2001)
- Een stem in Atlantis: De verzonken stad (2001)
- Hendrink Hoefijzer in De avonturen van Ichabod en meneer Pad (1995)
- Ma-so in Beertje Sebastiaan: De geheime opdracht (1991)
- Kolonel Spagaat in TaleSpin (1991)
- Konijn in een reeks Winnie de Poeh-films en televisieseries zoals Het Grote Verhaal van Winnie de Poeh (1991), De meest verre tocht van Winnie de Poeh (1997), Teigetjes Film (2000), Knorretjes grote film (2003), Poeh's Lollifanten film (2005), Winnie de Poeh (2011) & Janneman Robinson en Poeh (2018)
- Horatus in De prins en de bedelknaap (1990)
- Krabs in De Reddertjes in Kangoeroeland (1990)
- Verschillende stemmen in de Disneytekenfilmserie DuckTales (1987)
- Fritz-Carlos in Foofur (1987)
- Een stem in Een avontuur met een staartje (1986)
- Pluizerd in Pluizerd (1985)
- Oliroe in The Wuzzles (1985)
- Japie Krekel en de Mol in Mickey's Kerstfeest (1984)
- Elmo, Sherlock Humburg en Benny in Sesamstraat (vanaf 1976 tot 2015)
- De verteller in de Disneyfilm De drie caballeros (1944)

### Theater
- Moordscenario (1997)
- Den Haag vandaag (1989)
- Céline (1978–1979)
- Privé voor twee (1975–1976)
- De Mandarijnenkamer (1975–1976)
- De musical En nu naar bed (1971)

### Overig
- Van Arkel en Westerveld in het luisterboek van Het Bureau
- Een stem in het luisterboek Naar de Anton Wachter Romans
- Nol Kwel in het luisterboek Hollands Glorie
- Regisseur van het hoorspel Beter Nooit Dan Laat
- Verteller van de legende van de bokkenrijders in de attractie Villa Volta in de Efteling
- Jeff Morgan in de 4e serie van het ruimtevaarthoorspel Sprong in het heelal - De terugkeer van Mars